# 西村与志木
西村 与志木（にしむら よしき、1950年5月5日 - ）は、日本のテレビプロデューサー。NHK職員。2013年10月時点の役職は、NHKエンタープライズ エグゼクティブ・プロデューサー。
日本映画テレビプロデューサー協会 副会長、日本脚本アーカイブズ推進コンソーシアム 理事も務める（どちらも2014年2月現在）。

## 来歴
長野県上伊那郡美和村（現・伊那市長谷溝口）生まれ。長野県伊那北高等学校21回卒業。1976年に東京大学文学部（西洋史学科）卒業、NHKへ入局。高松局を経て、番組制作局ドラマ部へ。
大河ドラマ「独眼竜政宗」（1987年）に演出で携わった後、アメリカ総局特派員としてロサンゼルスに派遣され、3年にわたり映画制作を学ぶ。帰国後、連続テレビ小説「かりん」に制作統括として携わる。
その後、ドラマ番組部長を3年務め、平成18年にNHK放送総局エグゼクティブプロデューサーに就任。平成24年からNHKエンタープライズ シニア・エグゼクティブ・プロデューサー。

## 参加作品
- 野のきよら山のきよらに光さす （1983年10月14日） - 演出[賞1]
- 富士山麓 （1985） - 演出
- 連続テレビ小説
  - 澪つくし （1985） - 演出
  - かりん （1993） - 制作統括
- 子どもの隣り （1986年5月5日）[13] - 演出[賞2]
- 晴のちカミナリ （1989） - 演出
- 大河ドラマ
  - 独眼竜政宗 （1987） - 演出
  - 秀吉 （1996） - 制作統括
- 八月の叫び The August Screams （1995年4月9日） - チーフ・プロデューサー
- メナムは眠らず （1995年7月22日・29日） - 制作統括
- The Last Bullet 最後の弾丸 （1995年8月13日）[賞3]
- うどんとビデオ （1997年2月15日・22日）
- もうひとつの心臓 （1997年10月11日） - 制作統括[賞4]
- 鏡は眠らない（1997年） - 制作統括
- 女たちの帝国（1997年） - 制作統括
- ラスト・イニング（1997年12月29日） - 制作統括（阿部庸彦と共同）
- 新宿鮫 毒猿 （1997年12月30日） - プロデューサー（一柳邦久と共同）
- 風になれ鳥になれ （1998年） - 制作統括
- 玩具の神様 （1999年） - 制作統括
- 菜の花の沖 （2000） - 制作統括
- 坂の上の雲 （2009, 2010, 2011） - エグゼクティブ・プロデューサー（菅康弘と共同）[賞5]
- 60番勝負 （2013年2月2日）

## 作品受賞歴
- 野のきよら山のきよらに光さす　^（1983）
  - モンテカルロ国際テレビ祭 ドラマ部門ゴールデンニンフ賞 （グランプリ ※ 脚本部門）
  - 国際批評家賞[14]
  - 日本テレビ技術賞（奨励賞） （第23回、※ 撮影）[15]

- 子どもの隣り　^（1986）
  - 文化庁芸術作品賞[16]

- The Last Bullet 最後の弾丸　^（1995）
  - ハイビジョン国際映像祭 個人表彰[4][17]

- もうひとつの心臓　^（1997）
  - 芸術祭 優秀賞 （第52回）[18]
  - 日本テレビ技術賞 （第37回、※ 撮影・照明）[15]

- 坂の上の雲　^（2011）
  - 芸術選奨 （第61回）